# 钦北高速铁路
钦北高速铁路位於中华人民共和国广西壮族自治区境内，是连接钦州市和北海市的一条客货共线高速鐵路。该铁路属於广西沿海铁路钦州至北海段扩能改造工程，旨在弥补既有既有单线铁路钦北铁路的不足，可以显著提高广西沿海城市及港口的铁路客货运输能力。
该线与南钦线一道又合称“邕北线”。

## 简介
钦北高速铁路自钦州北引出，止於北海港前，为国铁Ⅰ级双线電氣化鐵路，设计时速250公里/小时，以客运为主、兼顾货运。线路走向与钦北铁路大致平行，正线全长99.6公里，其中钦州北至合浦段新建双线76公里并保留既有铁路，形成三线模式；合浦至北海段增建第二线23.6公里，形成双线格局；北海至北海港前段进行电气化改造，作为本线货运系统的延伸线。
全线设钦州东、大马、合浦、北海和北海港前共5个车站，其中大马为越行站，钦州东、合浦、北海和为中间站，北海港前站为货运站。

## 主要技术指标
- 铁路等级：国铁Ⅰ级
- 正线数目：双线
- 旅客列车设计行车速度：250 km/h
- 最小曲线半径：4500 m，引入钦州北、北海地区根据运营需要合理选定
- 限制坡度：6‰
- 牵引种类：电力牵引
- 牵引质量：4000t
- 到发线有效长度：850 m
- 桥隧比例：35%
- 闭塞类型：自动闭塞
- 线间距：4.6 m

## 大事记
- 2009年8月，项目宣布开工。
- 2013年6月30日，钦北铁路重点控制性工程钦江双线特大桥主体完成。[4]
- 2013年1月25日，铺轨开始。[5]
- 2013年8月2日，合浦至北海段左线正式开通。
- 2013年8月20日，全线正线铁轨铺设完成。[6]
- 2013年9月24日，合浦至北海段右线正式开通，钦北高铁双线实现全部通车。[7]
- 2013年11月21日全线试运行。[8]
- 2013年11月22日，模拟真人载重试运行开始，最高时速250公里。[9]
- 2013年12月30日，全线正式通车。